# Diabetes Ratgeber
Der Diabetes Ratgeber wurde 1978 vom Inhaber des Wort & Bild Verlages Rolf Becker gegründet. Ursprünglich hieß das Gesundheitsmagazin Diabetiker Ratgeber, der Titel wurde 2010 geändert in Diabetes Ratgeber.
Der Diabetes Ratgeber erscheint monatlich und ist kostenlos in den meisten Apotheken erhältlich. Zielgruppe sind alle Menschen, die an Diabetes mellitus leiden (Typ-1-Diabetes, Typ-2-Diabetes, andere Diabetesformen). Gegenwärtig werden mit einer Auflage von knapp 1,2 Millionen Exemplaren monatlich rund 2,96 Millionen Leser erreicht. Schwerpunkt des Diabetes Ratgeber sind Beiträge, die Menschen mit Diabetes dabei helfen, den Alltag mit ihrer Stoffwechselkrankheit zu meistern (z. B. rund um Insulintherapie, Blutzuckermessen, gesunde Ernährung, Rezepte usw.). Chefredakteurin war von 2016 bis 2023 Anne-Bärbel Köhle. Seit 2023 bilden Dennis Ballwieser, Julia Rotherbl, Tina Haase und Stefan Schweiger gemeinsam die Chefredaktion, auch für die “Apotheken Umschau”, “Baby und Familie”, und den “Senioren Ratgeber”.
Der Diabetes Ratgeber wird von Apotheken abonniert und kostenlos an Kunden abgegeben. Ab Oktober 2016 erscheint der Ratgeber in einem überarbeiteten Design. Zeitgleich soll das Magazin auch mit einer Neuausrichtung der Inhalte zeitgemäßer werden.